# Holocausto en Lituania

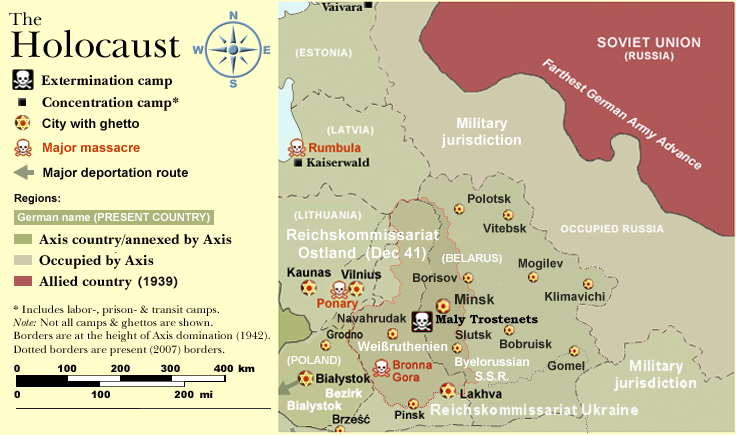
Mapa del Holocausto en Reichskommissariat Ostland (que incluía Lituania)

El Holocausto en la Lituania ocupada por los nazis provocó la destrucción casi total de los judíos lituanos que vivían en los territorios de Lituania controlados por el nazismo (Generalbezirk Litauen de Reichskommissariat Ostland). De los aproximadamente 208.000 a 210.000 judíos, unos 195.000 o 196.000 fueron asesinados antes de terminar la Segunda Guerra Mundial (a veces se publican estimaciones más altas); la mayoría entre junio y diciembre de 1941. El Holocausto provocó la mayor pérdida de vidas en el espacio de tiempo más corto en la historia de Lituania.
Los acontecimientos que tuvieron lugar en las primeras semanas después de la invasión alemana en las regiones del oeste de la URSS ocupadas por la Alemania nazi, incluida Lituania, marcaron la intensificación del Holocausto.
Una pieza importante del Holocausto en Lituania fue el hecho de que la administración invasora nazi animara al antisemitismo, ya que culpó a la comunidad judía de la reciente anexión de Lituania por parte del régimen soviético un año antes. Otro factor significativo fue la gran importancia que el plan de los nazis otorgó a la ordenación física, la preparación y la ejecución de sus órdenes por parte de las tropas auxiliares locales del régimen de ocupación nazi.

## Antecedentes
La Unión Soviética invadió, ocupó y posteriormente se anexionó Lituania en 1940. La invasión alemana de la Unión Soviética, el 22 de junio de 1941, se produjo después de un año de ocupación soviética que había culminado en deportaciones masivas a través de los países bálticos sólo una semana antes de la invasión. Los alemanes fueron recibidos como liberadores y consiguieron el apoyo de la milicia irregular lituana en contra de la retirada de las fuerzas soviéticas. Algunos lituanos pensaban que Alemania permitiría el restablecimiento de la independencia del país.
Con el objetivo de apaciguar a los alemanes, algunas personas mostraban sentimientos significativos antisemitas.
La Alemania nazi, que se había apoderado de los territorios lituanos el primer día de la ofensiva, aprovechó esta situación para aventajarse y, de hecho, los primeros días permitió que se estableciera un Gobierno Provisional de Lituania por el Frente Activista Lituano. Durante un breve periodo de tiempo parecía que los alemanes se disponían a conceder una autonomía significativa a Lituania, comparable con la dada a la República Eslovaca. A pesar de ello, después de aproximadamente un mes, las organizaciones lituanas de mentalidad más independiente fueron disueltas entre agosto y septiembre de 1941, cuando los alemanes se apoderaron de más control.

## La destrucción de la Lituania judía

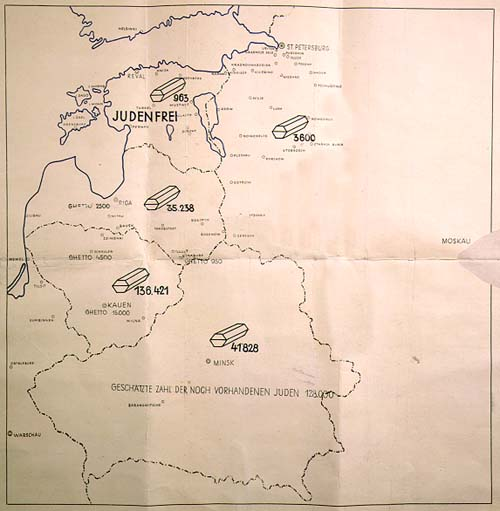
Mapa titulado "Ejecución de judíos realizada por la Einsatzgruppen A" del informe de Stahlecker. Marcado como "asunto secreto del Reich", el mapa muestra el número de judíos disparado en Reichskommissariat Ostland. De acuerdo con este mapa el número aproximado de judíos asesinados en Lituania es 136.421.

### Número aproximado de víctimas
Antes de la invasión alemana, la población de judíos rondaba aproximadamente los 210.000, aunque de acuerdo con los dados del Departamento Lituano de Estadística, a fecha del 1 de enero de 1941, había 208.000 judíos. Esta estimación, basada en los números oficiales de la emigración previa a la guerra con la URSS (aproximadamente 8.500), el número de fugitivos de Kaunas y del gueto de Vilna, (1.500-2.000), así como el número de supervivientes en los campos de concentración cuando fueron liberados por el Ejército Rojo (2.000-3.000), da como resultado un número de judíos lituanos asesinados en el Holocausto, que se comprende entre 195.000 y 196.000. Es difícil estimar el número exacto de las víctimas del Holocausto y la cifra total no es final ni indiscutible; los datos que han dado los historiadores difieren de manera significativa, entre los 165.000 y los 254.000. El número más alto incluye probablemente los judíos no lituanos muertos en Lituania.

### Los acontecimientos del Holocausto
Cronológicamente, el genocidio en Lituania puede dividirse en tres fases:
Fase 1: desde el verano hasta el final del 1941, fase 2: desde diciembre de 1941 hasta marzo de 1943, fase 3: desde abril de 1943 hasta la mitad de julio de 1944.
La ciudad portuaria de Klaipeda (Memel en alemán) había sido históricamente miembro de la Liga Hanseática alemana y perteneció a Alemania y el este de Prusia antes de 1918.

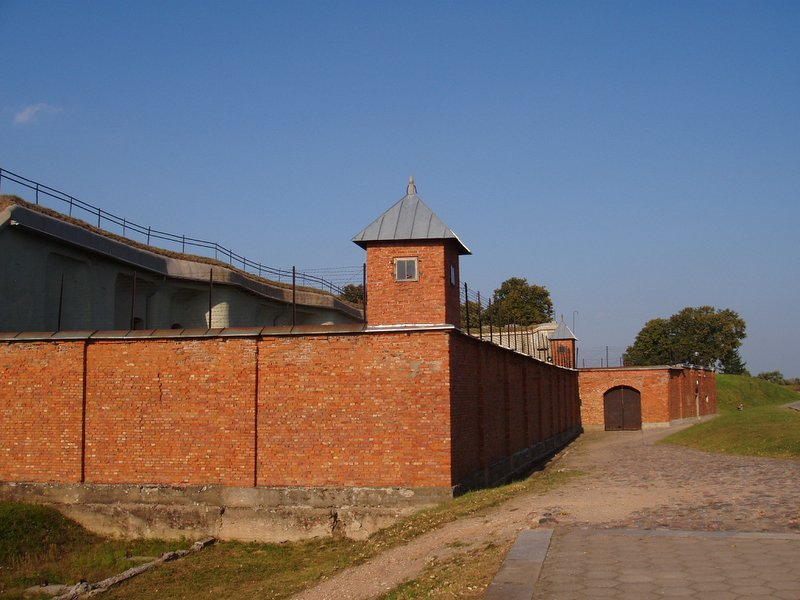
Ninth Fort, Kaunas

La ciudad era semiautónoma durante el periodo de la independencia lituana y estaba bajo la supervisión de la Sociedad de las Naciones. Unos 8.000 judíos vivían en Memel cuando fue absorbida por el Reich el 15 de marzo de 1939. Sus habitantes judíos fueron expulsados y muchos de ellos huyeron de la misma Lituania. En 1941, los escuadrones de la muerte alemanes, los Einsatzgruppen, continuaron con el avance de las unidades militares alemanas y empezaron inmediatamente a organizar el asesinato de judíos. Muchos judíos lituanos fallecieron en la primera fase durante los primeros meses de la ocupación y antes de finales de 1941. La primera acción reconocida de los Einsatzgruppen (Einsatzgruppe A) tuvo lugar el 22 de junio de 1941 en la ciudad fronteriza de Gargzdai (conocida como Gorzdt en el idioma yidis y Garsden en alemán), que era uno de los asentamientos judíos más antiguos del país y que estaba situada a tan solo unos 18 kilómetros de Memel, la ciudad que se anexionó a Alemania anteriormente. Aproximadamente 800 judíos fueron tiroteados en el día que se conoce como the Garsden Massacre. Unos 100 lituanos no judíos también fueron ejecutados, muchos por intentar ayudar a sus vecinos judíos. Alrededor de 80.000 fueron asesinados en octubre y unos 175.000 a finales de año. A la mayoría de judíos no se les requería que vivieran en guetos ni que se les enviara a los campos de concentración nazis, que por entonces estaban solo en las etapas preliminares de la operación. En lugar de eso, se les disparaba en hoyos cerca de sus lugares de residencia, cometiendo así los asesinatos en masa más infames que tuvieron lugar en el Ninth Fort, cerca de Kaunas, y el Bosque de Ponary, cerca de Vilna. En el año 1942, sobrevivieron alrededor de unos 45.000 judíos, en gran parte aquellos que fueron enviados a los guetos y a los campos de concentración.En muchos casos los asesinatos eran cometidos por ciudadanos lituanos, nacionalistas supervisados por nazis. En la segunda fase, el Holocausto se ralentizó, ya que los alemanes decidieron utilizar a los judíos para trabajos forzados y así alimentar la economía de la guerra alemana. En la tercera fase, se le dio de nuevo una alta prioridad al exterminio de los judíos. Fue en esta fase cuando se eliminaron los guetos y campos que quedaban.
Dos factores contribuyeron a la rápida destrucción de los judíos en Lituania. El primero de ellos fue el importante apoyo que se dio por parte del pueblo lituano para la “desjudificación” de Lituania. El segundo, el plan alemán para la temprana colonización de Lituania -que compartía frontera con la Prusia Oriental alemana- de acuerdo con el Generalplan Ost; de ahí la alta prioridad dada a la exterminación de la relativamente pequeña comunidad judía.

### Participación de los colaboradores locales
La administración alemana nazi dirigió y apoyó el asesinato organizado de los judíos lituanos. Las tropas auxiliares lituanas del régimen de ocupación nazi llevaron a cabo la logística para la preparación y la ejecución de los asesinatos bajo la dirección de los nazis. El Brigadeführer de las SS Franz Walter Stahlecker llegó a Kaunas el 25 de junio de 1941 y dio discursos de agitación para promover el asesinato de los judíos. Inicialmente, se hacían en el antiguo edificio del Departamento de Seguridad del Estado, pero los oficiales se negaron a tomar medidas. Más tarde, los dio en la ciudad. En un informe del 15 de octubre, Stahlecker escribió que habían tenido éxito ocultando las acciones de su unidad de vanguardia Vorkommando, y se hizo de manera que pareciese una iniciativa del pueblo. Grupos de guerrilleros, unidades civiles de nacional-derechistas en contra de la afiliación antisoviética, establecieron contacto con los alemanes tan pronto como entraron en los territorios lituanos.
Una unidad de insurgentes sin escrúpulos dirigida por Algirdas Klimaitis y animada por alemanes de la Policía de Seguridad, Sicherheitspolizei, y del Servicio de Seguridad, Sicherheitsdienst, iniciaron pogromos contra los judíos en Kaunas la noche del 25 al 26 de junio de 1941. Más de mil judíos fallecieron en los siguientes días en lo que fue el primer pogromo de la Lituania ocupada por los nazis.
Distintas fuentes aportan diferentes cifras, una de ellas 1.500 y la otra 3.800, con víctimas adicionales en otras ciudades del país.

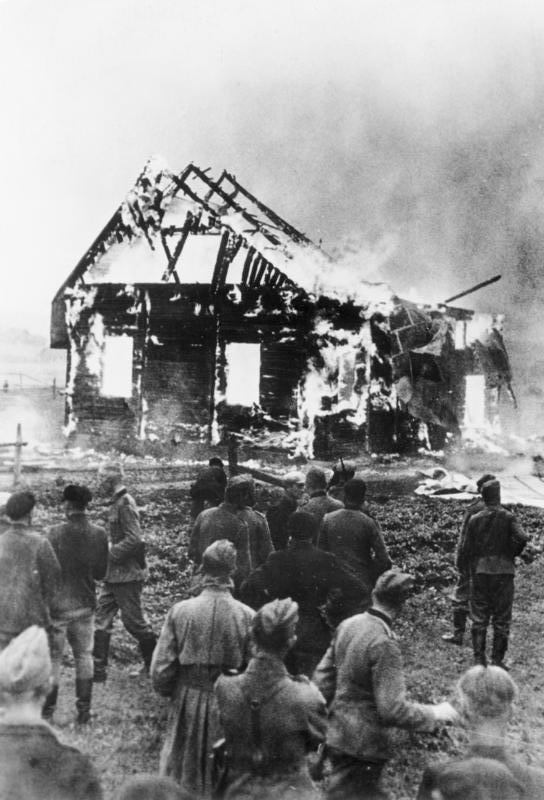
Soldados alemanes y gente local observan una sinagoga lituana quemarse, 9 de julio de 1941

El 24 de junio de 1941, la Policía de Seguridad lituana (Lietuvos saugumo policija) se subordinó a la Policía de Seguridad alemana y se creó la Policía Criminal de la Alemania nazi, que se vería involucrada en diversas acciones contra los judíos y otros enemigos del régimen nazi. Comandantes nazis presentaron informes pretendiendo que los batallones de la policía lituana superaran su “afán”. La unidad lituana más conocida que participó en el Holocausto fue el pelotón lituano Sonderkommando (Ypatingasis būrys) del área de Vilna, en la que murieron decenas de miles de judíos, polacos y otros en la masacre de Ponary. Otra organización lituana implicada en el Holocausto fue la Guardia de Trabajo lituana (Lithuanian Labor Guard). Muchos partidarios lituanos de las políticas nazis provenían de la organización fascista Lobo de Hierro. En general, la administración nacionalista lituana estaba interesada en la liquidación de los judíos que se consideraban como enemigos y como posibles rivales de los lituanos étnicos y, por lo tanto, no solo no se oponían a la política nazi del Holocausto sino que, de hecho, la adoptaron como propia.

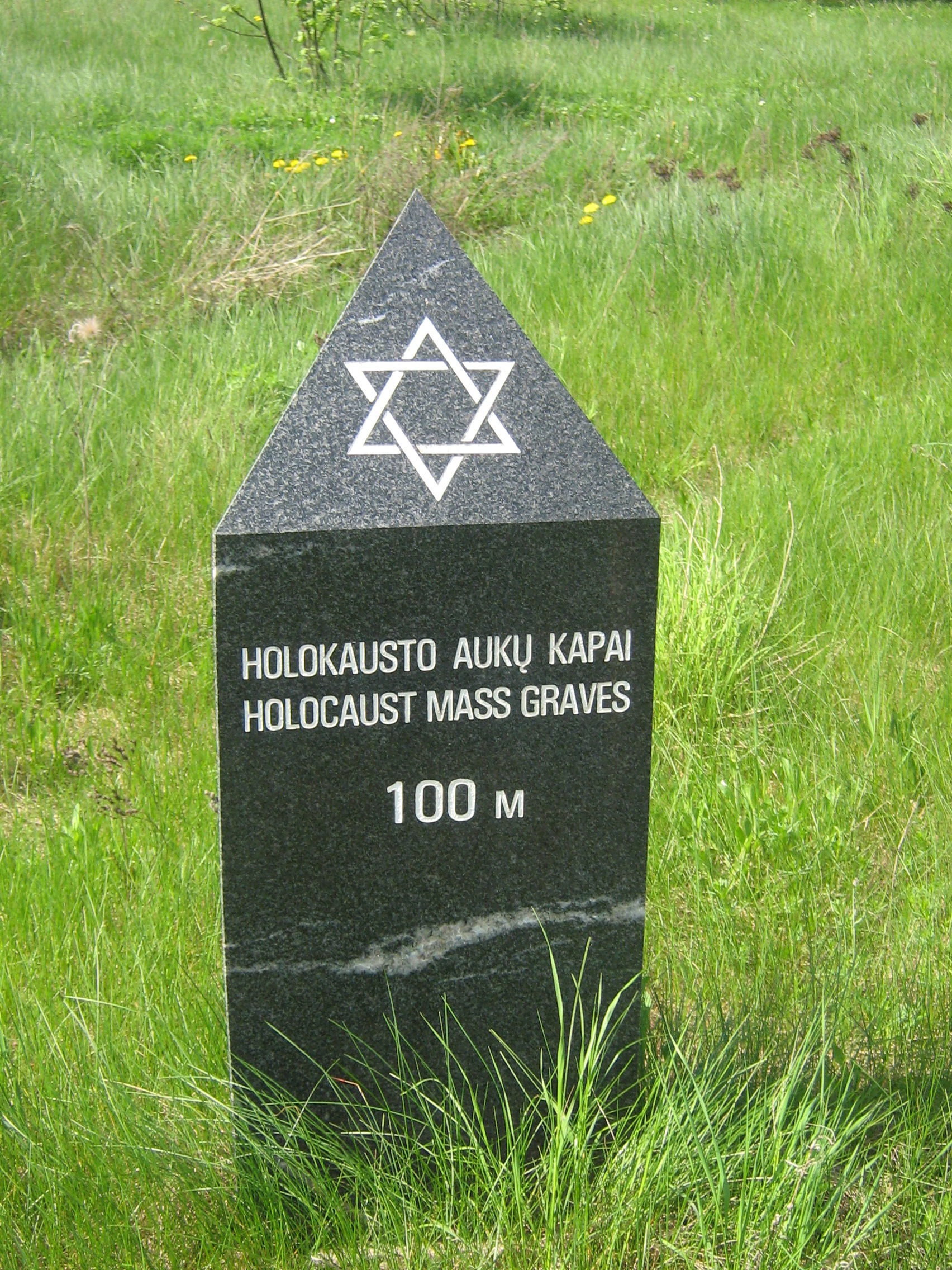
Fosas comunes del Holocausto cerca de la ciudad de Jonava.

Una combinación de factores sirve como explicación para la participación de algunos lituanos en el genocidio contra los judíos. Estos factores comprenden las tradiciones y valores nacionales, incluyendo el antisemitismo, común en toda la Europa Central contemporánea, y un deseo lituano más específico para un estado-nación “puro” lituano con el que se creía que la población judía era incompatible. Hubo una serie de factores adicionales, como graves problemas económicos que condujeron al asesinato de judíos por sus bienes personales ya que durante años Vilna, perteneciente a Polonia había crecido mucho económicamente mientras que Lituania se había quedado atrasada dedicada exclusivamente a labores rurales. Al final parecía que los judíos apoyaban el régimen soviético en Lituania durante 1940-1941. Durante el período previo a la invasión alemana, los judíos fueron acusados por casi todas las desgracias que habían acontecido sobre Lituania.
La participación de la población y de las instituciones locales (con un número relativamente alto) en el exterminio de los judíos de Lituania se convirtió en un factor determinante del Holocausto del país.
No toda la población lituana apoyó los asesinatos. De una población de cerca de 3.000.000 habitantes (el 80% de la misma eran lituanos étnicos) algunos miles tomaron parte activa en los asesinatos, mientras que cientos de ellos arriesgaron sus vidas refugiando a los judíos. Israel ha reconocido a 723 lituanos como “Justos entre las Naciones” por arriesgar sus vidas para salvar a los judíos durante el Holocausto.
Además, muchos miembros de la minoría polaca en Lituania también ayudaron a proteger a los judíos. Los lituanos y los polacos que arriesgaron sus vidas por salvar a los judíos fueron perseguidos y ,en ocasiones, ejecutados por los nazis.

## La comprensión y el recuerdo
Algunos historiadores han considerado el genocidio en Lituania como una de las primeras implementaciones a gran escala de la Solución Final que llevó a algunos estudiosos a expresar la opinión de que el Holocausto comenzó en Lituania en el verano de 1941. Otros estudiosos dicen que el Holocausto comenzó en septiembre de 1939 con el inicio de la Segunda Guerra Mundial, o incluso antes, en la noche de los cristales rotos (Kristallnacht) en 1938, o, según la Jewish Virtual Library (librería virtual judía), cuando Hitler se convirtió en canciller de Alemania en 1933.
El gobierno soviético, por razones políticas, intentó minimizar el sufrimiento de los judíos, ya que en Lituania y en toda la Unión Soviética se construyeron memoriales que no mencionaban a los judíos en particular, sino que conmemoraban el sufrimiento de los "habitantes locales". La gente culpable de crímenes contra los judíos y de colaborar con los nazis no fue duramente castigada.
Desde que Lituania recuperó su independencia de la Unión Soviética en 1991, el debate sobre la participación de Lituania en el Holocausto ha estado lleno de dificultades. Los nacionalistas modernos lituanos destacan la resistencia antisoviética, pero algunos partidarios lituanos en contra de la ocupación soviética fueron colaboradores de los nazis, los cuales habían cooperado en el asesinato de los judíos lituanos.
El gobierno lituano postsoviético ha manifestado en varias ocasiones el compromiso de conmemorar el Holocausto, la lucha contra el antisemitismo, y de llevar ante la justicia a los criminales de guerra de la era nazi. La Conferencia Nacional de los judíos soviéticos (NCSJ) declaró que "Lituania ha hecho progresos lentos pero significativos en el juicio de presuntos colaboradores lituanos en el genocidio nazi". Lituania fue el primero de los nuevos estados independientes postsoviéticos en legislar para la protección y la señalización de los lugares relacionados con el Holocausto. En 1995, el presidente de Lituania, Algirdas Brazauskas al hablar ante la Knéset israelí, ofreció una disculpa pública al pueblo judío por la participación de Lituania en el Holocausto. El 20 de septiembre de 2001, para conmemorar el 60 aniversario del Holocausto en Lituania, el Seimas ( el Parlamento lituano) celebró una reunión en la que Alfonsas Eidintas, el historiador designado como próximo embajador de la República de Lituania en Israel, pronunció un discurso considerando la aniquilación de judíos en Lituania.
Se ha criticado que Lituania “se muestra renuente ante el asunto”. En el año 2001 el Dr. Efraim Zuroff director del Centro Simon Wiesenthal, criticó al gobierno lituano por su falta de voluntad a la hora de procesar a los lituanos implicados en el Holocausto. En 2002, el Centro Simon Wiesenthal manifestó su insatisfacción con los esfuerzos del gobierno lituano y lanzó la controvertida "Operación Última Oportunidad" que ofrece recompensas monetarias para aquellos que aporten pruebas que permitan el enjuiciamiento de criminales de guerra. Esta campaña ha contado con una gran oposición por parte de Lituania y de otros países del antiguo Bloque del Este. Recientemente, en 2008, el Centro Simon Weisenthal, que había clasificado inicialmente a Lituania como uno de los países pioneros durante los procesos para llevar a los criminales de guerra de Lituania a la justicia, señaló en su informe anual la falta de progreso y de un verdadero castigo a los autores del Holocausto por parte de los órganos de la justicia lituana.
Ha habido un debate limitado sobre el lugar del Holocausto en la memoria nacional de Lituania. Históricamente, los lituanos han negado la participación nacional en el Holocausto o han etiquetado de “elementos marginales extremos” a los participantes lituanos en el genocidio, a pesar de las pruebas claras de que muchos cientos o unos pocos miles de lituanos participaron voluntariamente a nivel personal y oficial.Los recuerdos de aquella época y la discusión sobre los acontecimientos en la historiografía de judíos y lituanos es muy diferente, a pesar de la mejora de la historiografía lituana en las dos últimas décadas ( en comparación con la historiografía soviética). Esta mejora ha sido posible gracias a los trabajos de estudiosos como Alfonsas Eidintas, Valentinas Brandišauskas y Arūnas Bubnys, entre otros, y a un análisis positivo de la historiografía lituana realizada por historiadores occidentales y judíos. Hoy en día, la cuestión sigue siendo polémica; según los historiadores lituanos, los asuntos conflictivos involucran el papel del Frente Activista lituano, del gobierno provisional de Lituania y de civiles y voluntarios lituanos en el Holocausto.

## Lectura complementaria
- Arūnas Bubnys, The Holocaust in Lithuania between 1941 and 1944, Genocidio y Resistencia del Centro de Investigación de Lituania, 2005, ISSN 9986-757-66-5 abstract
- Alfonsas Eidintas, Jews, Lithuanians and the Holocaust, Versus Aureus, 2003, ISBN 995596
- Alfonsas Eidintas, A “Jew-Communist” Stereotype in Lithuania, 1940-1941, Lithuanian Political Science Yearbook (01/2000), pp. 1–36,  Archivado el 26 de febrero de 2018 en Wayback Machine.
- Harry Gordon, The Shadow of Death: The Holocaust in Lithuania, University Press of Kentucky, 2000, ISBN 0-8131-9008-8
- Rose Lerer-Cohen, Saul Issroff, The Holocaust in Lithuania 1941-1945: A Book of Remembrance, Gefen Booksm, 2002, ISBN 965-229-280-X
- Dov Levin, Lithuanian Attitudes toward the Jewish Minority in the Aftermath of the Holocaust: The Lithuanian Press, 1991–1992, # Holocaust and Genocide Studies, Volume 7, Number 2, pp. 247–262, 1993,
- Dov Levin, On the Relations between the Baltic Peoples and their Jewish Neighbors before, during and after World War II, Holocaust and Genocide Studies, Volume 5, Number 1, pp. 53–6, 1990,
- Josifas Levinsonas, Joseph Levinson, The Shoah (Holocaust) in Lithuania, The Vilna Gaon Jewish State Museum, 2006, ISBN 5-415-01902-2
- Alfred Erich Senn, Lithuania 1940: Revolution from Above, Rodopi, 2007, ISBN 90-420-2225-6
- Vytautas Tininis, „Kolaboravimo“ sąvoka Lietuvos istorijos kontekste (Definition of Lithuanian collaborationists), , Lietuvos gyventojų genocido ir rezistencijos tyrimo centras, 2004-01-30